# Stazione di Puerto de Navacerrada

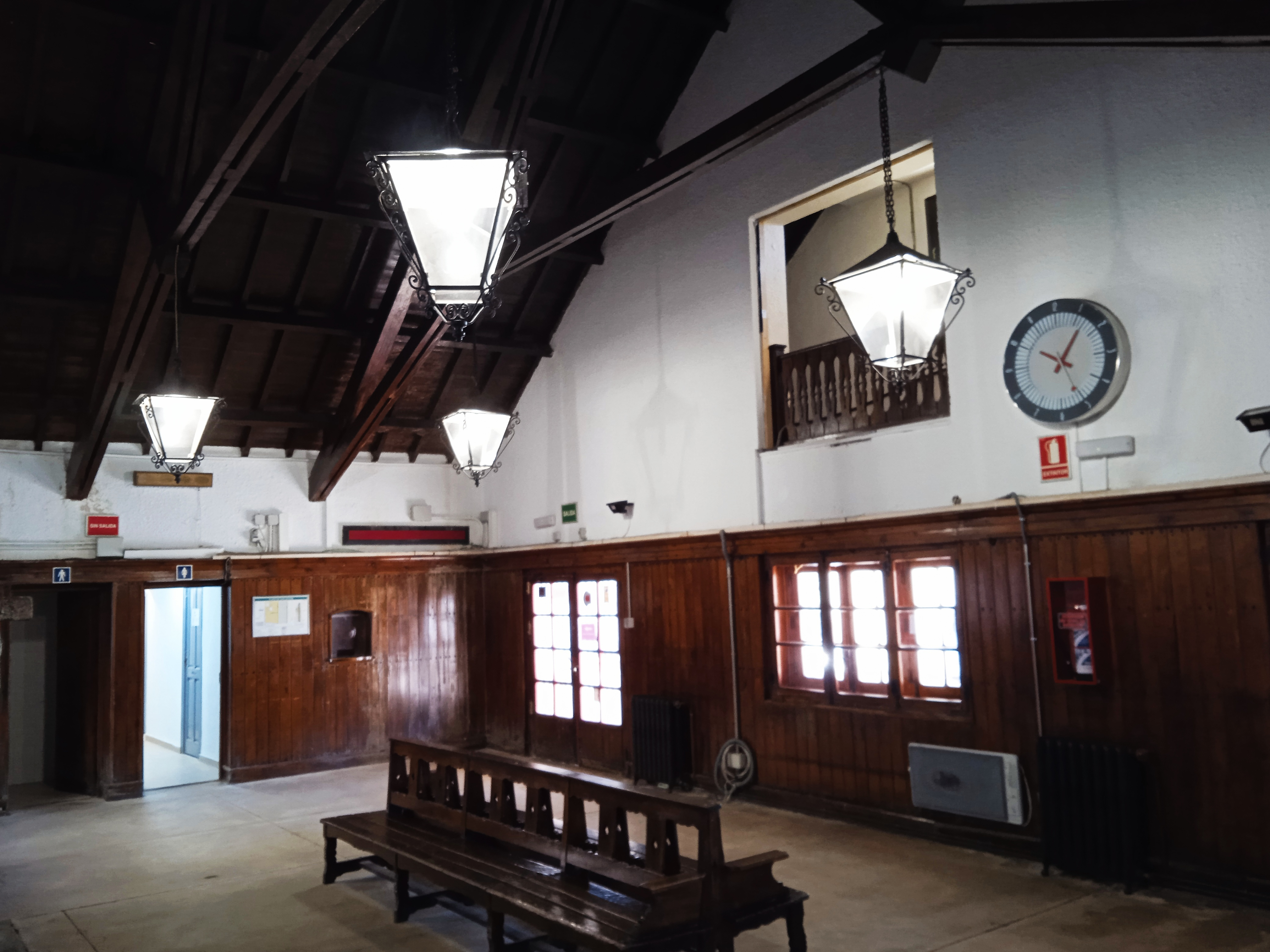
Interno della stazione

La stazione di Puerto de Navacerrada è una stazione della ferrovia Cercedilla-Cotos, a servizio della stazione sciistica Puerto de Navacerrada. Si trova all'estremo nord del comune di Cercedilla, al confine con il comune di Navacerrada.

## Storia
La stazione è stata inaugurata il 12 luglio 1923 con l'inaugurazione della ferrovia Cercedilla-Cotos.

## Movimento
Dalla stazione di Puerto de Navacerrada transitano i treni della linea C-9 della rete di Cercanías di Madrid, esercita da Renfe Operadora.